# Babak Jalali
Babak Jalali (né en 1978 à Gorgan dans le nord de l'Iran) est un réalisateur, producteur et monteur iranien.

## Biographie
Né en Iran, Babak Jalali vit principalement à Londres depuis 1986. Il possède un master en sciences politiques de l’Université de Londres et un diplôme en cinéma de la London Film School. Il réalise quatre courts métrages et participe à la résidence de la Cinéfondation du Festival de Cannes où il développe son premier long métrage Frontier Blues (2009).

## Filmographie

### Comme réalisateur
- 2005 : Heydar, yek Afghani dar Tehran (court-métrage)
- 2009 : Frontier Blues
- 2018 : Land
- 2023 : Fremont

### Comme producteur
- 2013 : White Shadow de Noaz Deshe (coproducteur)
- 2014 : Short Skin de Duccio Chiarini (coproducteur)

### Comme monteur
- 2012 : Simon Killer d'Antonio Campos